# Колышка (элемент узлов)
Колы́шка (диал. твер. пск. колы́жка, от рус. колы́га; англ. single turn) — элемент узлов, петля на верёвке с перекрещенными концами. Является составным элементом многих узлов. Кроме того, колышки спонтанно образуются при вытягивании жёсткого троса из бухты.
Одни исследователи полагают, что «закрытая петля» и «колышка» — один и тот же элемент, другие исследователи убеждены, что «закрытая петля» и «колышка» представляют собой принципиально отличающиеся друг от друга элементы узлов.

## Написание
Различные источники дают разные варианты написания слова, иногда в зависимости от значения:
- Колы́жка (от «колы́га», также «колы́шка») — случайно образовшаяся петля на верёвке из-за жёсткости[3]
- Колы́шка — намеренно сделанная петля для дальнейшего завязывания узла[28]; часть узла[29][30]; случайно образовавшаяся петля[3][21]
- Калышка — случайно образовавшаяся петля на тросе при перекручивании[10]; часть узла[11]

## Роль колышки
Элемент узлов
Колышка является ключевым элементом в составе многих узлов, например, в узлах: булине, шко́товом, «хонде», полуштыке и прочих подобных.
В узле для укорачивания троса
Узел «колышка» («баранья ляжка» в английском). В современной литературе по морскому делу на русском языке узел не имеет собственного названия, а называют «узлом для уменьшения длины троса».
В узле как стопор
Во многих узлах колышка выступает в качестве сто́порного узла, например, в узлах: эскимосской петле, «пожарном стуле», штыке, рыбацком штыке, мачтовом штыке и многих других.

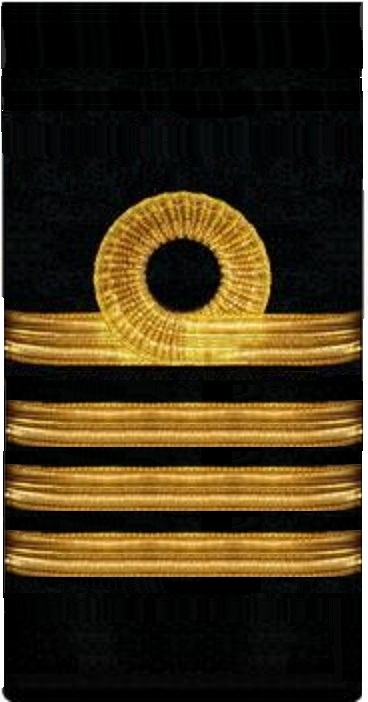
колышка на погоне капитан-лейтенанта Российского императорского флота (1907—1911)
колышки на флаге британского адмирала
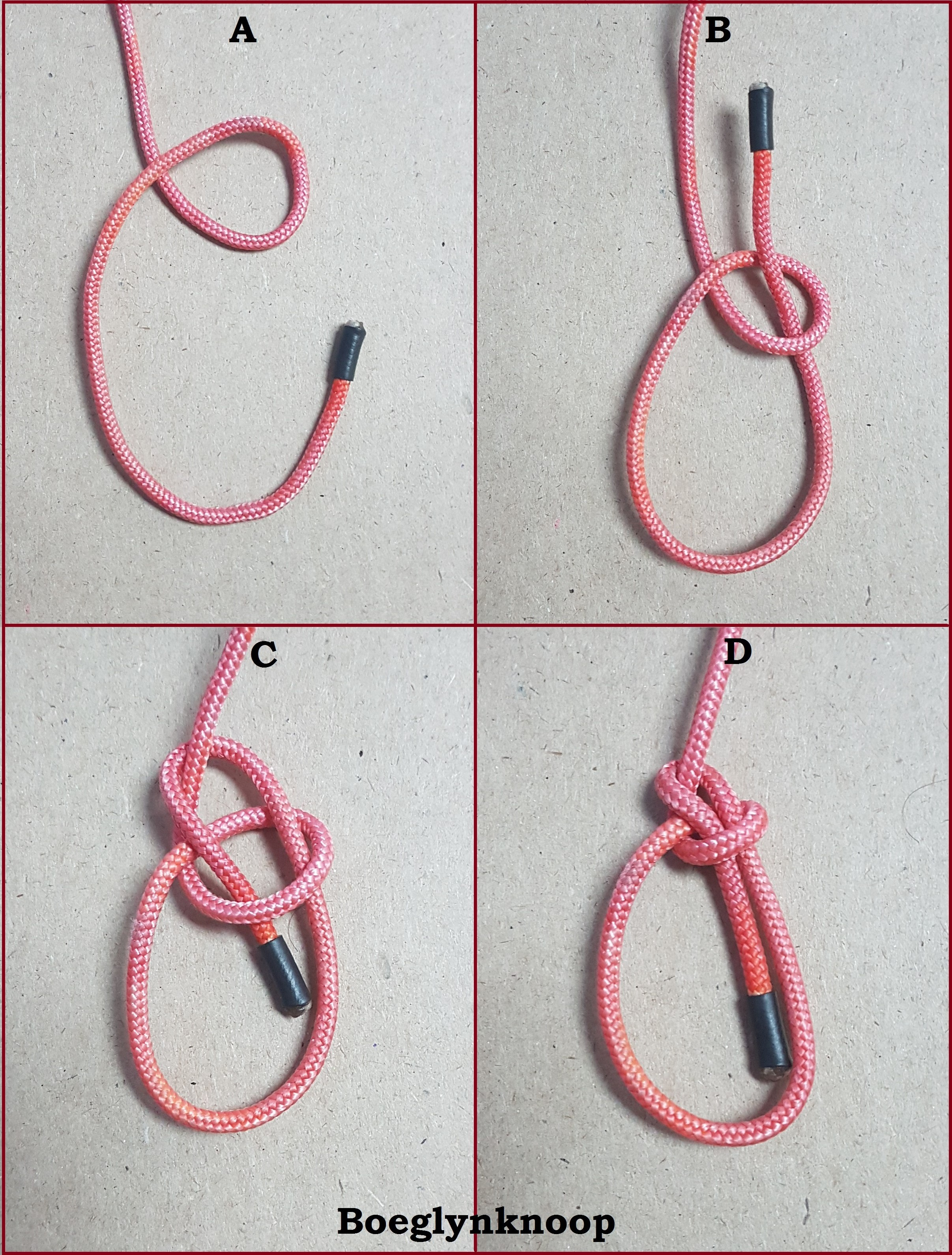
узел «булинь», сначала на коренном конце создают колышку
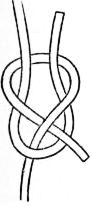
«шко́товый» узел состоит из колышки на конце одного троса и петли на конце другого троса
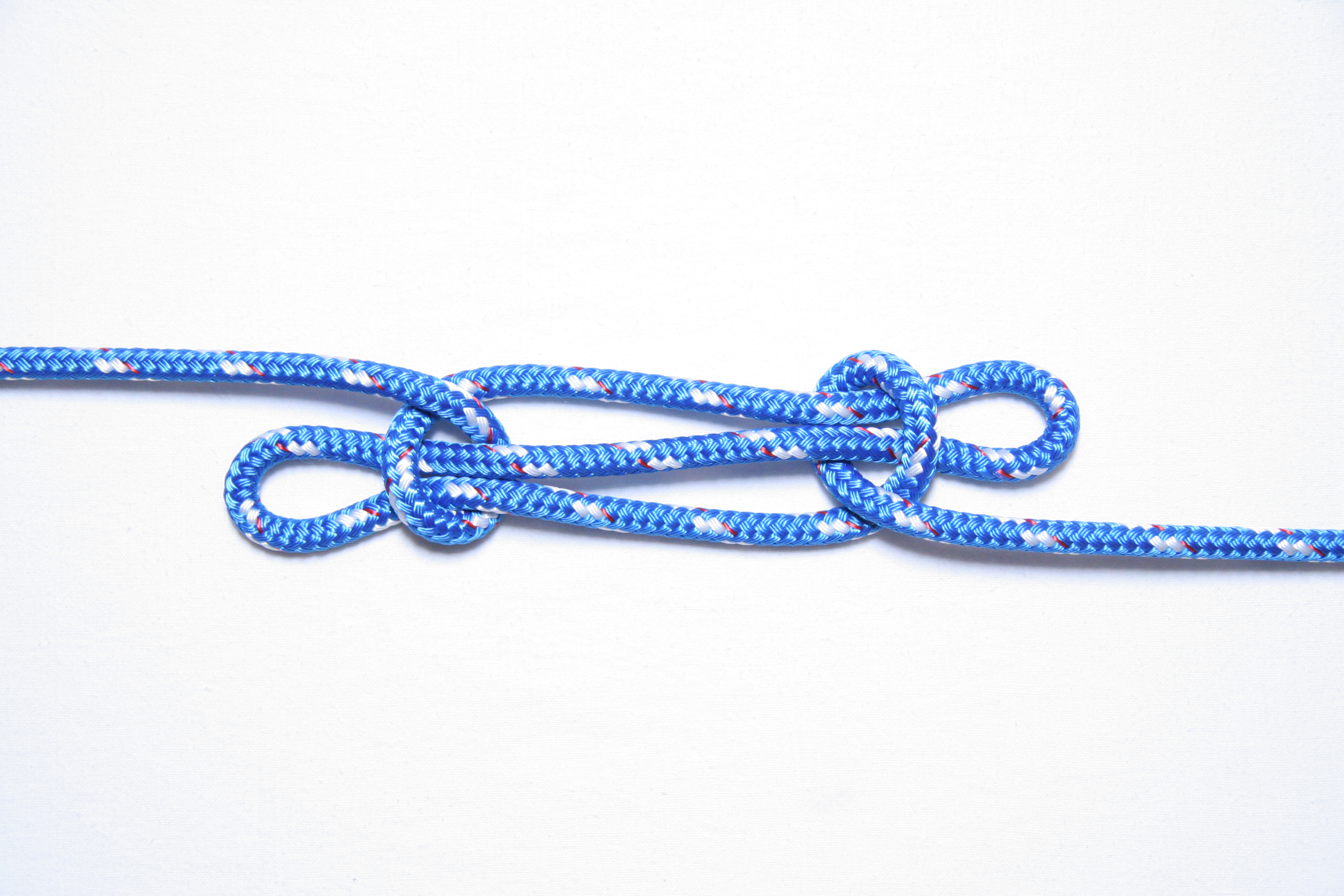
узел «колышка» («баранья нога»), на середине троса делают пару колышек, в которые вставляют петли
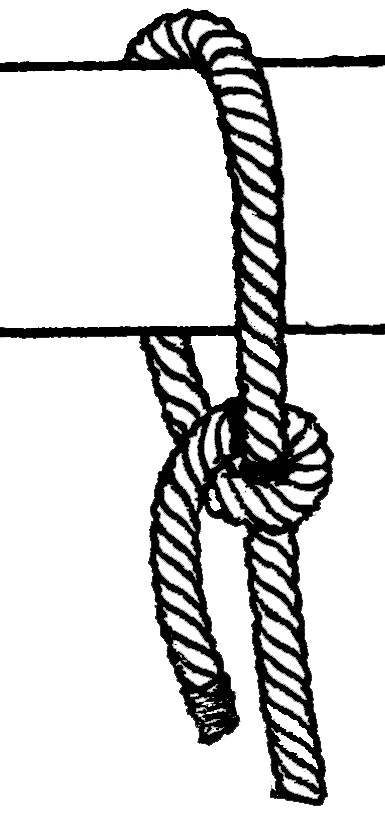
колышка — ключевой элемент образования узла «полуштык»
колышка — сто́пор в узле «эскимосская петля»
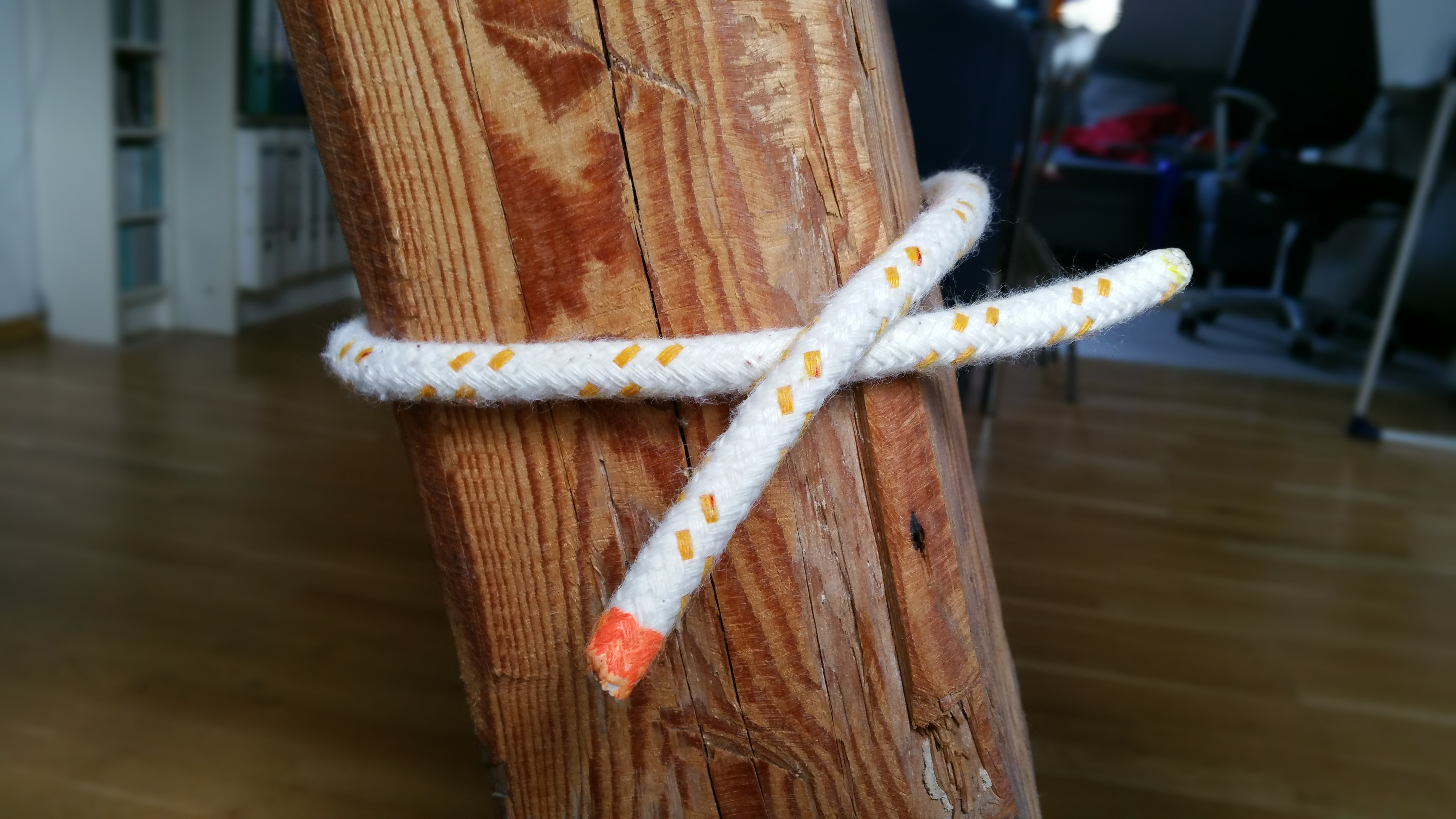
колышка на опоре